# Drepturile omului în Cuba
Drepturile omului în Cuba sunt prevăzute în Capitolul al VII-lea din Constituția Cubaneză, „Drepturi fundamentale, îndatoriri și garanții”, capitol în care sunt specificate drepturile referitoare la muncă, securitate socială, protecție, igienă, îngrijire medicală și educație gratuite, libertatea opiniei (în ceea ce privește obiectivele socialismului), libertatea religioasă și de asociere.
Cu toate acestea, guvernul comunist condus de Fidel Castro a fost acuzat în numeroase rânduri de violarea anumitor drepturi ale omului, încă de la Revoluția Cubaneză din 1958.
În august 2009 Cuba avea 208 de prizonieri politici.